# Qué pasaría...
«Qué pasaría...» es una canción del cantante puertorriqueño de reguetón y pop latino Rauw Alejandro junto a Bad Bunny, lanzado como sencillo de su quinto álbum de estudio Cosa nuestra el 15 de noviembre de 2024 y en Italia el 29 de noviembre del mismo año a través de Duars Entertainment y Sony Music Latin. Además, es la segunda colaboración entre ambos artistas, después de “Party” para el disco de Bad Bunny, Un verano sin ti, lanzado el 6 de mayo de 2022 a través de Rimas Entertainment.

## Antecedentes y lanzamiento
Cuando Rauw reveló la lista de canciones de su quinto álbum, la canción y la colaboración se revelaron como la tercera pista del álbum.

## Letra
Musicalmente, "Qué Pasaría..." es una canción de reguetón.Líricamente, captura una mezcla de nostalgia y anhelo por romances pasados mientras aborda las complejidades de las relaciones modernas. La letra presenta una conversación entre dos amantes mientras reflexionan sobre su pasado físico y emocional, contemplando lo que podría pasar si se reconectaran. La letra dice: "¿Qué pasaría si estuviéramos solos? / En una cama / Como antes yo te lo metía, tu amiga se fue / ¿Por qué te estás quejando? / Algo te está faltando".

## Videoclip con letra
El video con letra fue lanzado simultáneamente con varios otros el 15 de noviembre de 2024, junto con el lanzamiento del álbum de Alejandro, Cosa Nuestra. Muestra una habitación y a una chica levantándose de su cama para organizarla perfectamente y luego volver a acostarse. Mientras hace la cama, se nota que parece estar bailando y moviéndose al ritmo de la música.

## Posicionamiento en las listas
| Argentina      | Billboard Argentina Hot 100                                        | 16 | [ 4 ]  |
| Bolivia        | Canciones Bolivia (Billboard)                                      | 3  | [ 5 ]  |
| Chile          | Canciones Chile (Billboard)                                        | 6  | [ 6 ]  |
| Chile          | Monitor Latino                                                     | 12 | [ 7 ]  |
| Colombia       | Canciones Colombia (Billboard)                                     | 14 | [ 8 ]  |
| Colombia       | Monitor Latino                                                     | 20 | [ 9 ]  |
| Costa Rica     | FONOTICA                                                           | 14 | [ 10 ] |
| Ecuador        | Canciones Ecuador (Billboard)                                      | 3  | [ 11 ] |
| Ecuador        | Monitor Latino                                                     | 14 | [ 12 ] |
| Estados Unidos | Billboard Hot 100                                                  | 2  | [ 13 ] |
| Estados Unidos | Hot Latin Songs                                                    | 2  | [ 14 ] |
| Estados Unidos | Latin Airplay                                                      | 8  | [ 15 ] |
| Estados Unidos | TopHit                                                             | 14 | [ 16 ] |
| El Salvador    | ASAP EGC                                                           | 1  | [ 17 ] |
| Guatemala      | Monitor Latino                                                     | 9  | [ 18 ] |
| Honduras       | Monitor Latino                                                     | 1  | [ 19 ] |
| México         | Top 25 Éxitos, México                                              | 9  | [ 20 ] |
| Nicaragua      | Monitor Latino                                                     | 3  | [ 21 ] |
| Panamá         | PRODUCE                                                            | 21 | [ 22 ] |
| Paraguay       | Sociedad de Gestión de Productores Fonográficos del Paraguay (PSG) | 4  | [ 23 ] |
| Perú           | Top 25 canciones (Billboard)                                       | 3  | [ 24 ] |
| Perú           | Monitor Latino                                                     | 1  | [ 25 ] |
| Puerto Rico    | Monitor Latino                                                     | 3  | [ 26 ] |
| Uruguay        | Monitor Latino                                                     | 2  | [ 27 ] |
| Uruguay        | Cámara Uruguaya del Disco (CUD)                                    | 9  | [ 28 ] |
| Venezuela      | Radiomonitor                                                       | 1  | [ 29 ] |
| Europa         |                                                                    |    |        |
| Bélgica        | Ultratop 50 (Flandes)                                              | 4  | [ 30 ] |
| Bélgica        | Ultratop 50 (Valonia)                                              | 73 | [ 31 ] |
| España         | Canciones España (Billboard)                                       | 1  | [ 32 ] |
| España         | Promusicae Top 100 Canciones                                       | 1  | [ 33 ] |
| España         | Promusicae Top 50 Radios                                           | 12 | [ 34 ] |
| España         | Promusicae Top 20 Nacional                                         | 5  | [ 35 ] |
| España         | Radiomonitor                                                       | 22 | [ 36 ] |
| Francia        | SNEP                                                               | 16 | [ 37 ] |
| Italia         | FIMI                                                               | 4  | [ 38 ] |
| Luxemburgo     | Billboard Luxembourg Songs                                         | 8  | [ 39 ] |
| Países Bajos   | Dutch Charts                                                       | 4  | [ 40 ] |
| Portugal       | Billboard Portugal Songs                                           | 9  | [ 41 ] |
| Rumania        | Radio România Actualități (RRA)                                    | 12 | [ 42 ] |
| Suiza          | Schweizer Hitparade                                                | 7  | [ 43 ] |